# Línea P

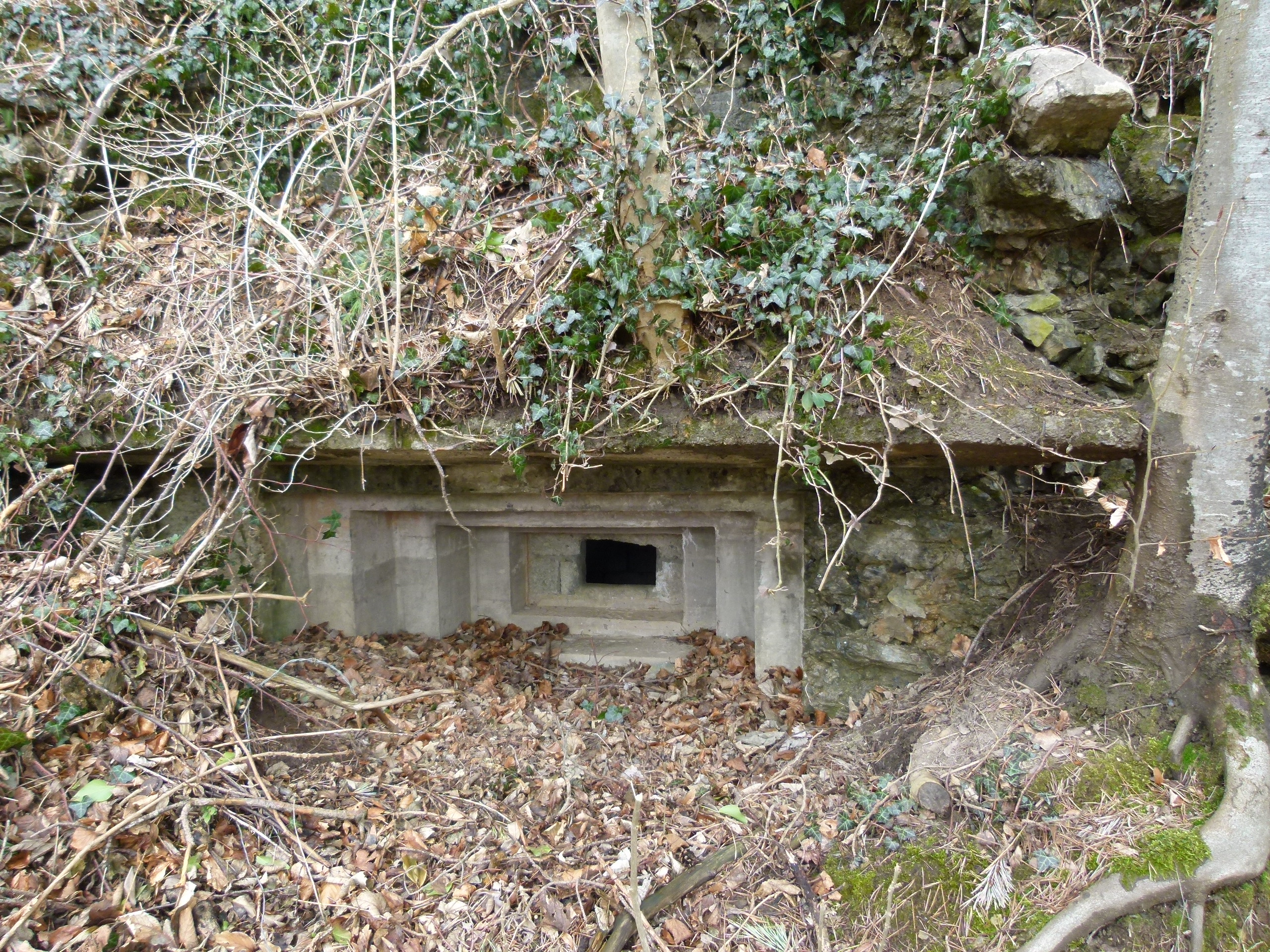
Nido de ametralladora de la Línea P construido en los Pirineos catalanes.

La línea P, oficialmente Organización defensiva del Pirineo, fue una barrera defensiva construida entre 1944 y 1948 para evitar que los Aliados penetraran en el territorio español. Se componía teóricamente de unos 10 000 búnkeres, de los que unos 6000 fueron terminados. Hacia 1980 se abandonaron definitivamente. En sentido más amplio recibe esta denominación la fortificación pirenaica realizada tras la Guerra Civil, que incluiría las fortificaciones previas (1939-1940), la defensa contracarro (1950-1954) y otras fortificaciones puntuales (como la del cabo de Higuer en Fuenterrabía, Guipúzcoa de 1957).

## Antecedentes

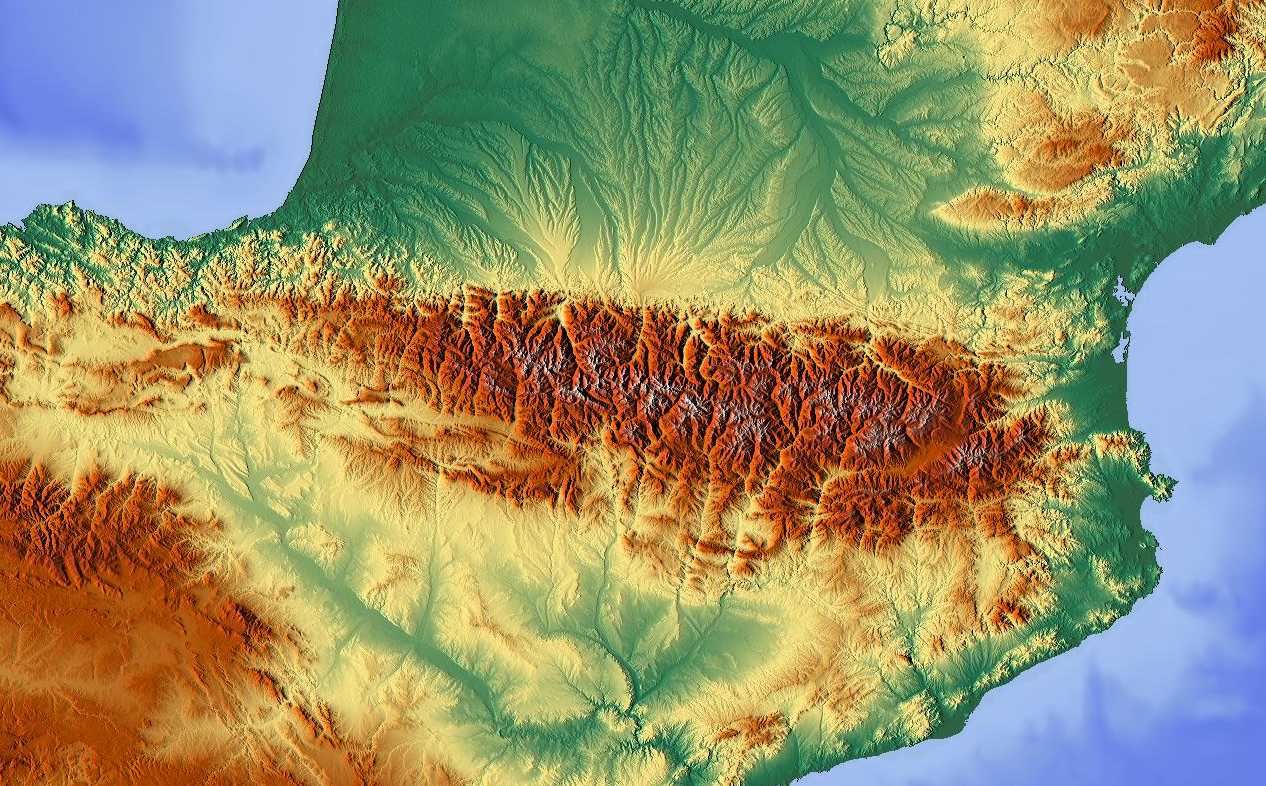
Mapa geográfico de los Pirineos.

Ya desde el s. X la cadena montañosa de los Pirineos fue considerada una gran frontera natural. A lo largo de toda ella se construyeron edificios fortificados tales como torres de vigilancia, castillos, iglesias y mansiones, puesto que en muchos puntos era el paso de comunicación con el resto de Europa.
Tras finalizar la guerra civil española, el gobierno del general Franco decide construir una gran barrera defensiva en esta cadena montañosa, en algunos casos muy similar a las existentes en el resto del continente. Dicha barrera iría desde el Mediterráneo hasta el Cantábrico, aproximadamente 500 km de asentamientos fortificados.

## Significado del nombre
La denominación "Línea P" no tiene carácter oficial. La letra “P” es la abreviatura de Pirineos; de esta forma sería Línea Pirineos. No obstante existen otras dos denominaciones, una es la “Línea Pérez” y la otra conocida en Cataluña como la “Línea Gutiérrez”; el por qué nadie lo sabe, es posible que fuese llamada así por el coronel de Ingenieros Manuel Duelo Gutiérrez, el cual participó en una reunión relativa a esta línea fortificada.
Muchos misterios existen alrededor de esta obra, puesto que fue totalmente un secreto militar del que ahora empezamos a desvelar y entender su realización. Los miles de asentamientos que salpican las montañas y valles del Pirineo se llevaron a cabo entre 1944 y 1957. Esta magna obra de fortificación no entró en ningún momento en servicio y realmente tampoco se llegó a concluir. Hoy en día se ha quedado totalmente obsoleta y pertenece ya a la historia reciente.

## Situación política en el momento de la construcción
Tras finalizar la contienda española muchos españoles se asentaron en las montañas de los Pirineos y se formó un gobierno en el exilio situado en la ciudad francesa de Toulouse. Muchas de estas personas esperaban y confiaban en que el gobierno francés de De Gaulle y sus aliados pudieran atacar a Franco y reconquistar España.
El 19 de agosto de 1944 se produce la esperada liberación, ello da a la frontera española una especial relevancia. Ni el general Franco ni los alemanes pudieron conseguir nunca el cerrar la frontera de una forma eficaz, puesto que se buscaban rutas alternativas a las habituales para cruzarla.
En octubre de 1944, miembros exiliados del PCE en el sur de Francia inician la denominada Operación Reconquista de España en la que milicianos españoles penetran en territorio español procedentes de Francia para intentar que con su acción los españoles contrarios al régimen se sublevaran iniciando lo que sería un proceso que acabaría con la dictadura del general Franco. Esta operación terminó en un completo fracaso para el bando republicano pero forzó a los dirigentes de la dictadura española a prepararse para futuros ataques similares.
En 1945 De Gaulle hace retirar todas las banderas republicanas españolas en Francia y se desentiende definitivamente de la Junta Española de Liberación (J.E.C.) a la que no reconocerá. Estos españoles, tras el rechazo francés y de sus aliados, se verán obligados a una guerra de guerrillas, conocida como el maquis.
El 18 de abril de 1946, Polonia, apoyada por la Unión Soviética, Francia y México, pide en la ONU la condena a España como país agresivo por la construcción de fortificaciones en el pirineo catalán, pero nadie sabía que estas obras ya habían comenzado hacia dos años en toda la cordillera. Esta petición fue rechazada gracias al británico sir Alexander Cadogan, representante de Inglaterra en la ONU. Finalmente el gobierno de Estados Unidos comunicó los resultados de una encuesta “que las fortificaciones en los Pirineos eran esencialmente defensivas”.

## Construcción

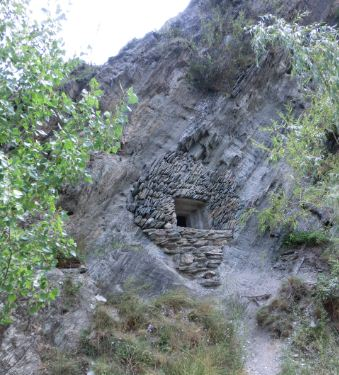
Puesto de ametralladora en el C.R. 76 de La Guingueta.

Se trataba de conseguir que la frontera resultase impermeable. El ejército en aquella época pensaba que con estas obras de fortificación se podría parar un ejército que entrase por alguno de los pasos de montaña hacia España. No obstante, los franceses, con su experiencia con la Línea Maginot, la consideraban una obra ligera. 
Entre junio de 1939 y junio de 1940 se construyó un notable conjunto de fortificaciones, que en el caso de los Pirineos occidentales (Guipúzcoa y Navarra) recibieron la denominación de "Fortificación Vallespín", ya que fue este coronel, destinado en San Sebastián, quien las diseñó. Paralizada su construcción en 1940, se siguieron construyendo las carreteras a ella vinculadas, a la espera de que en 1944 comenzara la construcción de la "Línea P", en la que se integraron parcialmente las fortificaciones.

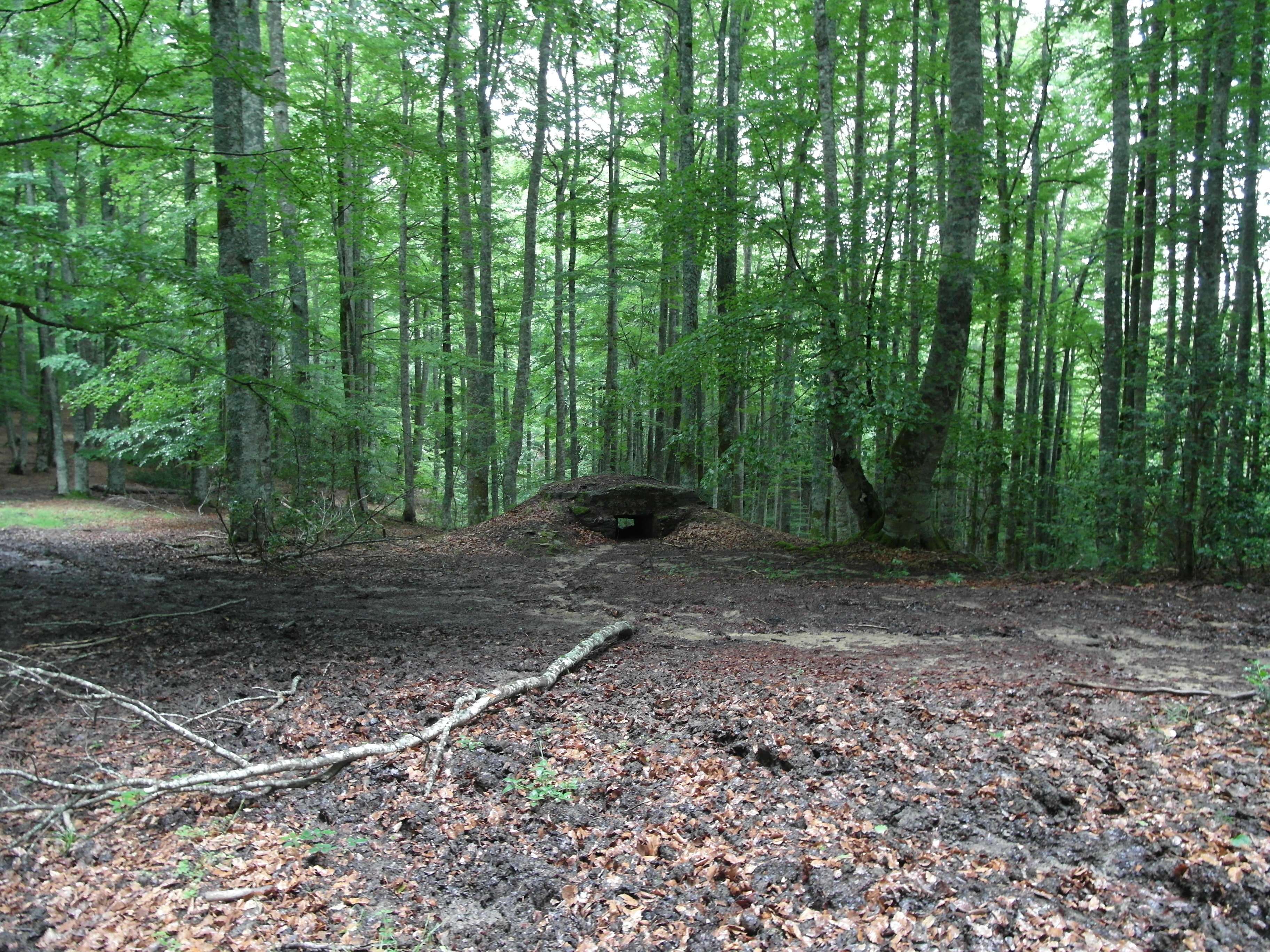
Típico nido de ametralladoras en la zona navarra de la línea, cerca de Burguete.

El comienzo fue en el otoño de 1944, pero los planos y demás documentación ya estaban listos en 1943. Para su construcción se movilizaron grandes cantidades de medios y hombres (esencialmente soldados de reemplazo). La obra fue confiada a las antiguas regiones militares que hacían frontera con el país vecino; la IV, V y VI.
La línea estaba dividida en Sectores, y éstos a su vez en Centros de Resistencia o C.R. (también se llaman Núcleo de Resistencia o N.R.), que englobaban gran cantidad de asentamientos. En Cataluña nada menos que 100 Núcleos de Resistencia y en Navarra/País Vasco, 56.
En el caso de Aragón existen 20 Centros de Resistencia, numerados del 101 al 120 y cubriendo todo el Pirineo aragonés (desde el valle de Zuriza hasta el límite con la provincia de Lérida). Es la región que posee menos densidad de Núcleos, debido probablemente a que en muchas partes las montañas superan los 2500 m s. n. m., lo que de por sí las hacen inaccesibles.
Para realizar estos trabajos se elegía un centro de operaciones dentro de cada zona que fortificar. En el caso del Valle del río Aragón se eligió la estación de ferrocarril de Canfranc, por encontrarse en un punto central. En este lugar se realizaban los trabajos de carpintería y almacenamiento del material de construcción, a la vez que servía de alojamiento a los soldados que trabajaban. Desde este punto se llevaba todo hasta los lugares a construir, en muchos casos parte del transporte se realizaba en mulos, llegando a tardar hasta seis horas en llegar a destino, como por ejemplo al N.R. 114 La Raca.
El plan originario era que cada lugar construido se rodease de unas trincheras comunicadas entre sí y situar en cada extremo un pozo de tirador; todo el conjunto estaría rodeado por una alambrada. Ni los pozos ni las alambradas se llegaron a construir, y no pasaron de ser un proyecto en los planos de cada asentamiento. Cabe decir que las alambradas y las puertas blindadas que cerraban estos asentamientos permanecieron almacenadas en Figueras, Pamplona y Jaca.
Aún sin haber sido terminada esta gran obra se sucedieron a lo largo de años varias inspecciones militares para comprobar el estado en que se encontraban los asentamientos ya que el mando militar consideraba estas obras como estratégicas en la defensa militar del territorio nacional. Las últimas comprobaciones de estas fortificaciones en el valle del río Aragón datan de finales de los años ochenta.

## Composición de los centros de resistencia
Cada Núcleo de Resistencia poseía gran cantidad de asentamientos agrupados en Puntos de Apoyo, y éstos a su vez en Elementos y ellos en Subelementos.
Los asentamientos construidos alojarían las siguientes armas:
- Fusil ametrallador.
- Ametralladora.
- Cañón antitanque.
- Cañón de Infantería.
- Ametralladora antiaérea.
- Mortero de 81 mm.
- Mortero de 50 mm.

También se construyeron observatorios, abrigos de sección y depósitos de municiones o víveres.

### Ejemplo de Centro de Resistencia Línea P
Un centro típico es el denominado N.R. 113 El Castellar. Se sitúa en la propia estación invernal de Candanchú, en el nacimiento del río Aragón.
De todos los N.R. del valle del río Aragón el 113 es el que más asentamientos o nidos (así se les denomina en muchos casos) posee; esto se debe a que se encuentra justo en la misma frontera. Posee un total de 62 asentamientos y algunos más (hasta 89), tendría si se hubiera llegado a completar.
El 1 de marzo de 1951 este Centro de Resistencia comprendía: la Rinconada de Candanchú, las laderas norte y este del Tobazo y finalmente la región del río Aragón y carretera general entre el puente de Santa Cristina y la Raqueta.
Podemos reconocer cinco tipos diferentes de asentamientos:
Asentamientos de observación o de mando
Situados en las cotas más elevadas, ya que desde ellas se tiene una panorámica sobre todo el conjunto o de buena parte de él.
Asentamientos de combate

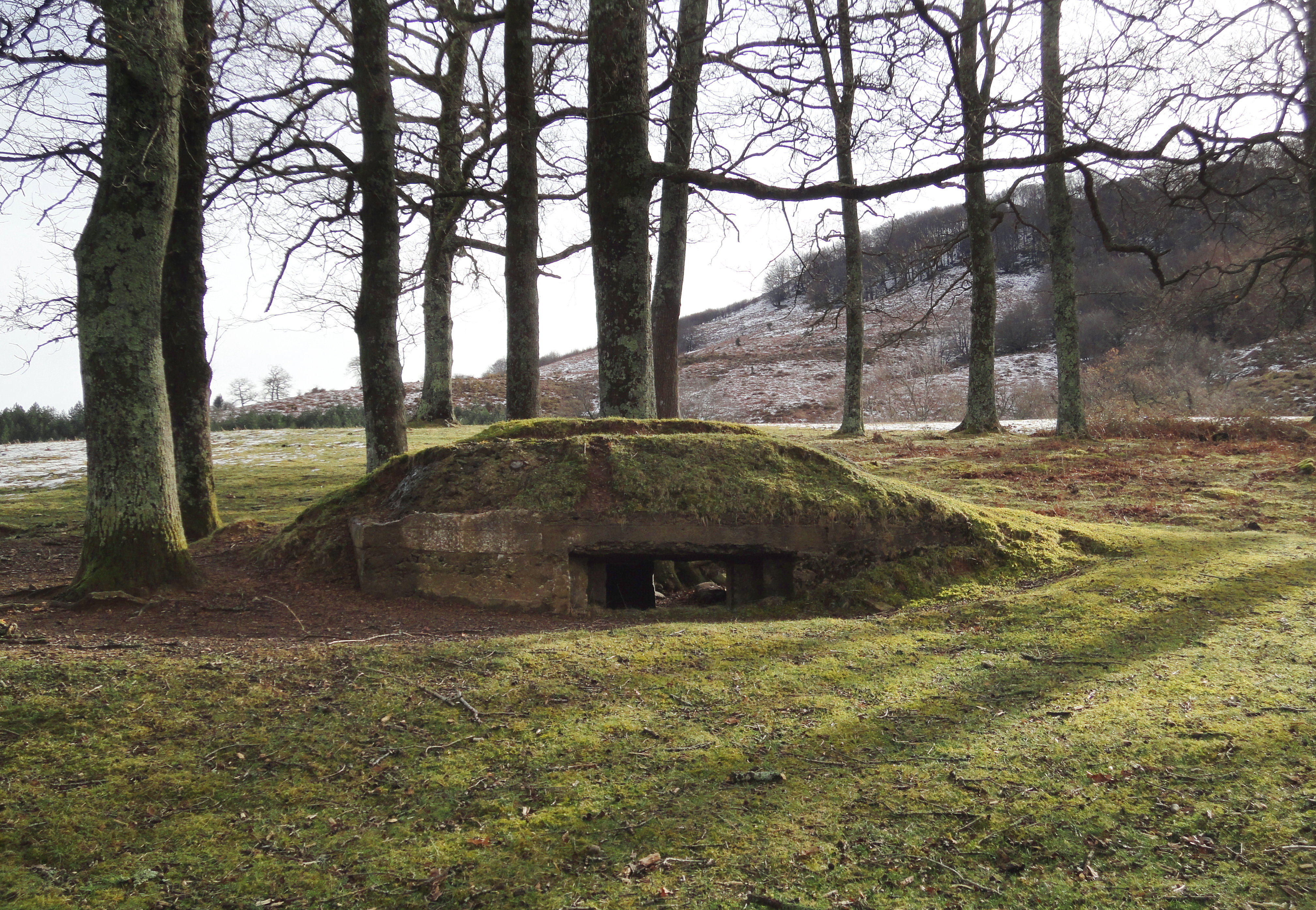
Nido de ametralladora de la Línea P en Echalar.

Son los más numerosos. En ellos podrían alojar fusiles ametralladores o ametralladoras. Prácticamente la mayoría están casi enterrados y cubiertos de hierba o rocas del lugar, creando con ello un perfecto camuflaje. Cubrían por sus mirillas (algunos poseían hasta dos) un sector de tiro fijo. El espacio interior es de aproximadamente 4 m². En los proyectos, cada asentamiento tenía a su alrededor varios pozos de tirador unidos mediante túneles o trincheras.
Asentamientos de artillería
Los más grandes, ya que tenían que alojar un cañón antitanque o uno de infantería. Situados en puntos muy estratégicos para batir especialmente las carreteras.
Asentamientos a cielo abierto
Estos comprendían las ametralladoras antiaéreas o a los morteros de 81 y 50 mm. Generalmente se encuentran en las partes más elevadas, para de esta forma tener más cobertura de fuego.
Abrigos
Excavados en la propia roca de los escarpados de cada N.R., servirían para dar cobijo a la tropa destinada o a almacenamiento de municiones y víveres.
La distribución de todo el conjunto está muy estudiada, pues están distribuidos de una forma escalonada desde las cumbres del Núcleo hasta la propia carretera.

### Zonas de asentamiento
Podemos agrupar estos asentamientos en varias zonas:
- Una sería los que se encuentran a pie de la propia carretera. Va desde el puente del Ruso hasta el puente de Santa Cristina.
- La siguiente podría ser la que se encuentra en el barranco de Candanchú, es decir, desde la carretera hacia la Zapatilla.
- Una tercera zona estaría en el monte de El Castellar y al lado de ella otra en La Raqueta.
- Otra zona podría estar determinada por la ladera de La Raca que desciende hasta el río Aragón.
- Finalmente habría que agrupar en otra zona a los asentamientos de La Canal Roya.

Muchos de estos elementos no se llegaron a terminar nunca. Según se puede comprobar in situ, gran cantidad de ellos conservan todavía las maderas del encofrado colocadas en su lugar, lo que confirma que la construcción de la Línea P se abandonó antes de terminarla.
Muchos de estos asentamientos se han perdido o han sido mutilados con la ampliación que se le hizo en esta parte a la carretera general 330. Estas obras no solo afectaron a los asentamientos; la antigua casa del Ruso ya no existe. El estado de conservación no es del todo malo, muchos de ellos interiormente están muy accesibles y limpios, otros en cambio están enronados de tierra o piedras. En algunos casos los asentamientos han perdido su enmascaramiento, pudiéndose observar el hormigón con el que están construidos.
Finalmente cabría decir que el proyecto no sólo contemplaba la construcción de asentamientos, sino que incluía un informe de destrucciones. Este informe daba cuenta de todas las destrucciones que se tendrían que realizar en caso de una penetración enemiga hacia el valle, para no entorpecer los fuegos y que el enemigo no tuviese parapeto alguno.
Además de estos informes, también estaba el de minas. Muchos de estos asentamientos aparte de contar con alambradas tendrían que estar protegidos en su alrededor con un campo de minas, en algunos casos contra carros y en otros contra personal. En este aspecto hay que dar gracias a que nunca entrase en servicio esta obra, ya que las consecuencias posteriores en esta zona tan turística hubiesen sido nefastas.

## Recuperación

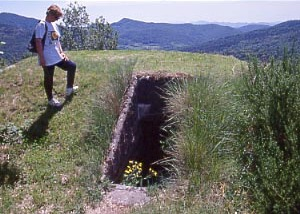
Entrada de una casamata ubicada en Camprodón, Gerona.

Hoy por hoy esta gran línea defensiva no tiene razón de ser como tal, y, dado que se construyó en terrenos privados, se pueden plantear problemas a la hora de recuperar o restaurar algunos de estos lugares. En Canfranc se está recuperando el sector 24, (núcleo de resistencia 111), integrado por 13 elementos fortificados que se localizan en el área sur del Paseo de los Melancólicos de Canfranc, y cuyo objetivo era defender la Estación Internacional de Canfranc y el túnel meridional de acceso a España. Los búnkeres más grandes serán habilitados como refugios para peregrinos y montañeros, lo que ya se ha hecho en otros lugares cercanos, como en Villanúa.
El 8 de enero de 2011 se dio por inaugurada la "Ruta de los Búnkers" en el término municipal de Biescas (Huesca). Se han instalado 2 paneles informativos explicando la Línea P. La ruta parte de la batería baja del fuerte de Santa Elena y en ella se pueden observar algunos asentamientos pertenecientes al Núcleo de Resistencia 106 (Hoz).